# Costumbres de la República Democrática del Congo

## Matrimonio y familia
Tradicionalmente, el matrimonio es una cuestión familiar y por lo menos parcialmente es arreglado por los padres. Entre las familias matrilineales, el candidato ideal es un primo —el hijo de un hermano de la madre—. Sin embargo, esto está cambiando poco a poco, sobre todo en las áreas urbanas.
Aunque la estructura familiar varía mucho entre los diferentes grupos étnicos, en todos los casos tienen una gran importancia los objetivos grupales y el bienestar general de la familia. Lo normal son las familias extensas, que suelen vivir bajo el mismo techo o en un conjunto cerrado de casas. En la región occidental de la República Democrática del Congo, la mayor parte de las familias son matrilineales donde el hermano de la madre, y no el esposo, es el varón con mayor autoridad de la familia. En otras zonas del país, son frecuentes las familias patriarcales y polígamas, y también combinaciones de estas modalidades. Las familias urbanas, especialmente las que gozan de mejor situación económica, suelen ser patrilineales e incluir menos parientes en la familia extensa.
Los funerales por la familia y los amigos próximos constituyen acontecimientos de gran complejidad. Las ceremonias varían, pero la familia del muerto suele anunciar un período de duelo en una gran reunión que convoca a familiares y amigos. En estas reuniones se suele cantar, bailar, pronunciar discursos y llorar durante las primeras horas de la mañana. Al final del período determinado, por lo general de 40 días, se levanta el duelo con una gran celebración a veces lujosa. Los amigos y la familia asisten a este acontecimiento para mostrar su preocupación por la familia inmediata del muerto. Estos funerales son también una forma importante de mantener contactos personales, sentimentales y profesionales.

## Las comidas
Entre los alimentos básicos figuran la mandioca, el arroz, las patatas, los plátanos, el ñame, las alubias, el maíz, el pescado, los cacahuetes y una variedad de otras frutas y verduras. Una de las comidas más corrientes es el fufu, una pasta blanda hecha de mandioca cocida y plátano cocido. El fufu, que recibe otros nombres en diferentes partes del país, suele servirse con una salsa elaborada con tomates o cacahuetes. Otro plato popular es el shikwanga, una comida de las regiones occidentales de la República Democrática del Congo que se hace con harina de mandioca y agua. Se sirven salsas con la mayoría de las comidas. 
Las salsas de aceite de palma son las más comunes, y la mayoría de ellas se preparan sobre un fuego de leña o de carbón, incluso en las áreas urbanas. Las frutas más corrientes son los mangos, las naranjas, las papayas y los cocos. Se cultiva la caña de azúcar. Algunos alimentos deben comprarse diariamente porque la gente no cuenta con medios para conservarlos. Como consecuencia de años de crisis política y de desaparición de muchos servicios, algunas zonas carecen de un aprovisionamiento adecuado de comida.
Los modales en la mesa varían de un lugar a otro. Utilizar cubiertos de plata es muy frecuente en las áreas urbanas, pero en las rurales la gente suele comer con la mano, por lo general solo con los dedos de la mano derecha. A veces los hombres y mujeres cenan por separado y se lavan las manos en cuencos con agua templada jabonosa al finalizar la comida. Pueden servirse porciones individuales o tomar los alimentos directamente de una fuente común; todo depende de la costumbre local. Cuando comparten un cuenco, los comensales suelen comer solo de la parte de la fuente que tienen enfrente. Las personas mayores reparten la carne entre los comensales.

## Hábitos sociales
El término francés bonjour (buenos días) suele usarse entre la gente de la ciudad, pero entre los que hablan lingala, mbote (hola) es más común y suele ir seguido de sango nini? (¿qué hay de nuevo?). En las áreas rurales, los hombres no suelen dar la mano a las mujeres, pero sí a los otros hombres. Algunas mujeres del medio rural saludan a los hombres chocando sus palmas varias veces y haciendo una leve reverencia. En algunas zonas, los hombres se saludan con un leve contacto a un lado de la frente —muy similar a la costumbre de los europeos de besarse en las mejillas— mientras se dan la mano. En las regiones oriental y suroriental del país, es común el saludo suajili jambo (hola). Otras formas de saludo varían en función de los grupos étnicos. En casi todas las partes del país los saludos suelen ser más elaborados y animados que las despedidas.
Hacer visitas es importante. La familia y los amigos íntimos suelen llegar sin anunciarse, pero la costumbre es que los extraños acuerden una cita con antelación. La gente prefiere el aire libre a los espacios cerrados como marco para el desarrollo de sus actividades sociales. Las reuniones dentro de la casa se reservan para acontecimientos especiales, por lo general ocasiones en las que los invitados pertenecen a una categoría social superior a la de los anfitriones. Durante la primera visita no se considera apropiado que una persona lleve un regalo. Los invitados pueden portar pequeños obsequios, como comida o algo para la casa, cuando ya se ha establecido una relación. A los visitantes que acuden por primera vez, el anfitrión les indica dónde sentarse y suelen permanecer sentados. Los buenos amigos y los miembros de la familia extensa tienen mayor libertad para sentirse como en su casa. Si hay niños presentes, deben saludar a los adultos dándoles la mano y tal vez un beso en la mejilla. Normalmente se los envía fuera mientras los adultos están reunidos.
Si un anfitrión invita a una persona a compartir su comida, en un primer momento ésta debe mostrarse indecisa antes de aceptar finalmente la invitación. Es importante probar al menos algo de la comida como gesto de buena voluntad.

## Entretenimiento
El fútbol es el deporte más popular. A los habitantes del campo les gusta reunirse para bailar y tocar los tambores.  La   población de la ciudad pasa la mayor parte de su tiempo libre bailando o escuchando el jazz local.

## Fiestas
Algunas fiestas nacionales han cambiado con el gobierno de Laurent-Désiré Kabila, que llegó a la presidencia en mayo de 1997. Bajo el mandato de Mobutu Sese Seko, que gobernó el país durante mucho tiempo, las fiestas públicas eran el día de Año Nuevo (1 de enero); la Conmemoración de los Mártires de la Independencia (4 de enero); la Pascua; el Día del Trabajo (1 de mayo); el Día del Movimiento Popular de la Revolución (20 de mayo), en honor del partido político nacional; el Día de la Independencia (30 de junio); el Día de los Padres (1 de agosto); y el Cumpleaños del Presidente (14 de octubre). El Día de las Tres Z (27 de octubre) era el aniversario del cambio de nombre de República Democrática del Congo por Zaire, en 1971; Mobutu cambió el nombre del país, de la moneda y del río. El Día de los Veteranos se festejaba el 17 de noviembre, y el Aniversario de la Segunda República, el 24 de noviembre. El día de Navidad se celebra el 25 de diciembre
- Datos: Q5790153